# ヴィンセンツォ・ブレンナ
ヴィンセンツォ・ブレンナ（Vincenzo Brenna、1747年 - 1820年）は、ロシア帝国で活躍したイタリア人建築家。
1789年、皇帝パーヴェル1世にパーヴェロフスクの宮殿芸術のために招聘された。ロシアにおけるクラシシズムのロマン主義を代表する人物である。
インテリア装飾へのこだわりが強い作風をもつ。皇帝の死後は、冷遇をうけ、その名は20世紀初頭にようやく建築史において認められるようになった人物でもある。
カリオ・ロッシは、かれに師事したことが知られている。

## 代表作
- 聖イサク聖堂の再建:アントニオ・リナルディと共同
- インジェネールヌィ城塞（旧ミハイロフスキー城）
- パーヴロフスク宮殿:チャールズ･キャメロンと共作
- ガーチナー宮殿インテリアの改築